# Терреро, Шанель
Шане́ль Терре́ро Марти́нес (исп. Chanel Terrero Martínez), больше известная как Шанель (исп. Chanel) — испанско-кубинская певица и актриса. Она представила Испанию на «Евровидении-2022» с песней «SloMo».

## Ранняя жизнь
Шанель родилась в Гаване, Куба и переехала в Олесу-де-Монсеррат в возрасте трех лет.
Она начала петь и заниматься актёрским мастерством с ранних лет. Она училась у выдающихся артистов, таких как Виктор Ульят, Коко Комин и Глория Гелья. В 16 лет она начала играть в музыкальном театре.

### 2010—2020: MTV Europe Music Awards и музыкальный театр
Она переехала в Мадрид, где начала свою актёрскую карьеру. В 2010 году она участвовала в сценических мюзиклах, таких как Mamma Mia!, Flashdance, El guardaespaldas и El rey león. Её актёрская карьера включает в себя различные роли на телевидении и в кино, как на национальном, так и на международном уровнях.
Как танцовщица, она работала с разными артистами. В 2010 году она участвовала в выступлении Шакиры на MTV Europe Music Awards. Она также была частью танцевальной команды в испанском шоу «Tu cara me suena» на Antena 3.

### 2021—2022: Фестиваль в Бенидорме и конкурс Евровидение 2022
Шанель принимала участие в кастингах для испанской постановки «Вестсайдской истории». Она является одной из трех финалисток на роль Аниты. Она также была в числе пяти финалистов по всему миру за ту же роль в экранизации мюзикла Стивена Спилберга «Вестсайдская история».
Она приняла участие в фестивале в Бенидорме в 2022 году со своим дебютным синглом «SloMo». Её выступление было поставлено Кайлом Ханагами, который также работал с Дженнифер Лопес, Бритни Спирс, Blackpink, и другими артистами. Она выиграла первый полуфинал 26 января 2022 года, а также финал 29 января, став участницей от Испании конкурса песни «Евровидение-2022» в Турине, Италия. Песня вошла в испанский хит-парад синглов под тринадцатым номером.

## Фильмография[6]
| Год  |   | Название             | Роль                   |
| ---- | - | -------------------- | ---------------------- |
| 2010 | с | Красный Орёл         | эпизодический персонаж |
| 2011 | с | Тайна старого моста  | Лусия Торрес           |
| 2011 | ф | Утечка мозгов 2      | камео                  |
| 2014 | с | Из уст в уста        | Сира Линдо             |
| 2014 | с | Качалка Тони         | Дейзи                  |
| 2015 | с | Наши                 | Глория                 |
| 2015 | ф | Король Гаваны        | Ямили                  |
| 2015 | с | Медицинский центр    | Глория                 |
| 2017 | с | Семья                | Иса                    |
| 2017 | ф | Прости меня, Господи | Сибеби                 |
| 2017 | с | Парикмахерская       | Лупе                   |
| 2018 | ф | Последняя Зима       | безымянная героиня     |
| 2018 | с | Купидон              | Венера                 |
| 2018 | с | Континенталь         | Хульетта               |
| 2018 | с | ПРОСЫПАЙСЯ           | Дебора                 |
| 2020 | с | Рай                  | Лимон                  |
| 2021 | с | Сосед                | Исла                   |